# Nożaj-Jurt
Nożaj-Jurt (ros. Ножай-Юрт; czecz. Ножин-Юрт, Nožin-Ûrt) – wieś (ros. село, trb. sieło) w południowo-zachodniej Rosji, w Czeczenii, siedziba administracyjna rejonu nożaj-jurtowskiego. W 2002 roku wieś liczyła ok. 5 tys. mieszkańców.

## Historia
Miejscowość została założona w 1810 roku. W 1944 roku, po deportacji Czeczenów i Inguszów do Azji Środkowej oraz likwidacji Czeczeńsko-Inguskiej Autonomicznej Socjalistycznej Republiki Radzieckiej Nożaj-Jurt przemianowano na Andałały i zasiedlone przez wychodźców z sąsiedniego Dagestanu. Po reaktywowaniu Czeczeńsko-Inguskiej ASRR w 1957 roku przywrócono nazwę Nożaj-Jurt, a wychodźców przeniesiono z powrotem do Dagestanu.

## Gospodarka
We wsi znajduje się cegielnia, która w czasie wojny czeczeńskiej w 1994 roku została zniszczona. Przebudowano ją w 2006 roku.